# Narcís Frigola
Narcís Frigola Fajula (Castellón de Ampurias (Gerona) 1842 - 1892) fue un músico y compositor español.

## Biografía
Pertenecía a una familia con mucha tradición musical (por ejemplo, su hermano Bonaventura, y sus primos hermanos Bartolomé y Bonaventura Frigola Frigola. En las postrimerías de su vida vivió en Blanes, donde en 1879 dirigía la Sociedad Coral Blandense.
Compuso bailables, como valses, schottisch y mazurcas. También fue autor de la sardana Lloret agraïtper a coro y cobla y varias sardanas cortas compuestas para cobla de siete músicos, dos de las cuales fueron editadas en disco en la col Colección Clásicos de la sardana en 1980 (Sardanas ochocentistes, por la cobla Ciudad de Gerona Barcelona: Columbia, 1978). El Archivo Municipal de Lloret de Mar conserva partituras sus del período 1851-1885 con letras de Josep Guitart  Raventós (sardanas, música de baile y una misa a tres voces).

## Obras
- Enriqueta, mazurca
- Estuche espada mala basto, mazurca
- Juego de danzas
- Lloret agraït (1891), sardana para coro y cobla. Parece que ha tenido otros títulos: Un record y La sardana d'en Taulina
- Lloret agraït, americana cantada
- Misa a tres voces
- El recién nacido, americana cantada
- Vals infernal para piano

- Ocho sardanas cortas, sin títulos propios.